# 야스다 강당 사건
도쿄 대학 야스다 강당 사건(일본어: 東大安田講堂事件 도다이야스다코도지켄[*])은 1969년에 전학공투회의(전공투)가 도쿄 대학의 야스다 강당을 점거하고, 이를 경시청이 봉쇄해제 한 사건이다. 도쿄 대학 야스다 강당 공방전(東大安田講堂攻防戦)이라고도 한다.

## 사건의 배경
1960년대 후반에 고도 경제 성장과 함께 격화의 길을 걷고 있던 제2차 반안보투쟁, 그리고 전국의 국공립·사립대학의 수업료 인상 반대와 학원 민주화를 요구하는 각 대학의 전공투(신좌파성격의)나 학생들이 무력 투쟁을 전개한 학원분쟁이 일어났다. 전공투의 학생들은 대학 당국과의 단체 교섭에서 강경하게 자신들의 주장을 관철시키고자 했으며, 수락되지 못한 경우에는 대학 내에서 바리케이드 봉쇄 등의 강경 수단을 동원했다. 학원분쟁은 전국으로 파급되었고, 도쿄도 내에서만 55개 대학이 바리케이드 봉쇄에 들어가는 등 절정에 이르러 심각한 사회적 문제가 되었다.

## 야스다 강당 점거
그 중 도쿄 대학에서는 의학부 학생이 등록의 제도 반대 등을 외치며 일명 인턴 투쟁을 시작한 도쿄대 투쟁(속칭 도쿄대 분쟁)을 전개한다. 이 후 투쟁은 격화되어 1968년 3월 12일에는 의학부 총합중앙관을, 3월 27일에는 야스다 강당을 일시 점거하면서 다음날로 예정된 졸업식이 중지되었다. 6월 15일에는 의학부 학생이 야스다 강당을 다시 점거하면서 대학 당국의 오코치 가즈오 총장은 경찰력을 동원해 이를 배제하고자 했지만, 이로 인하여 학생들의 반발이 커지면서 7월 2일에 야스다 강당은 바리케이드 봉쇄되었다. 대학 당국은 사건의 해결을 도모했지만 이는 학생들의 반발만 불러와 도쿄 대학 전학부의 학생 파업이 일어나고, 주요 건물 중 다수가 봉쇄되었다. 11월에는 오코치 총장 이하 전 학부장이 사퇴하기에 이르렀다.
11월 22일에는 전학 바리케이드 봉쇄를 두고 전공투 계열의 7천여 명과 이를 저지하려는 일본공산당(민청) 계열의 7천여 명이 서로 대립하였다. 전공투 내부에서는 후지와라를 중심으로 전학 바리케이드 봉쇄 반대를 각파에 호소했다. 결국 전학 바리케이트 봉쇄는 중지되었고, 이를 두고 사정을 모르는 일부 학생들은 ‘구리타 함대 수수께끼의 반전’이라고 불렀다. 민청 계열에 패배했다기보다는, 민청 계열과 충돌하더라도 강행하고자 하는 의지가 내부에서 붕괴된 것이다.
오코치 총장의 후임으로 가토 이치로 교수가 총장대행으로 취임하고, 1969년 1월 10일 국립 지치부미야 럭비장에서 ‘도쿄 대학 7학부 학생집회(東大七学部学生集会)’를 열어 민청계와 학원 정상화를 추구하는 논포리 학생과 교섭을 통해 스트라이크 수습을 결의했지만, 여전히 점거를 지속하는 전공투 학생과는 의견 일치가 불가능하다고 판단하고 경찰력 도입을 결심, 1월 16일에 정식으로 경시청에 기동대에 의한 대학 구내의 바리케이드 철거를 요청했다.

## 봉쇄 해제
경시청 경비부는 8개 기동대를 동원해 1월 18일 오전 7시경 의학부 총합중앙관과 의학부 도서관에서 바리케이드 철거를 시작했고, 투석·화염병 등의 학생들의 저항을 막으면서 의학부·공학부·법학부·경제학부 등의 각 학부의 시설 봉쇄를 해제하고 야스다 강당을 포위했다. 오후 1시경에는 야스다 강당의 본격적인 봉쇄 해제가 시작되었지만, 강고한 바리케이드와 학생들의 강한 저항으로 기동대가 고전하면서, 오후 5시 40분경 경비본부는 작업 중지를 명령했다.
다음날인 1월 19일 오전 6시 30분, 기동대의 봉쇄 해제가 재개되었다. 학생들의 강한 저항에도 불구하고 오후 3시 50분, 돌입한 기동대원이 3층 대강당을 제압했고, 오후 5시 46분에는 옥상에서 마지막까지 저항하던 학생 90명을 검거함으로써 도쿄 대학 야스다 강당 봉쇄 해제는 완료되었다.

## 관련 인물

### 대학 측
- 가토 이치로(加藤一郎) - 도쿄 대학 총장 대행, 나중에 총장으로 취임.
- 무카이보 다카시(向坊隆) - 공학부장, 집행부원. 나중에 총장으로 취임.
- 히라노 류이치(平野龍一) - 법학부장, 집행부원. 나중에 총장으로 취임.
- 후지키 히데오(藤木英雄) - 법학부 교수, 집행부원.
- 하야시 겐타로(林健太郎) - 문학부장, 집행부원. 1968년 11월 4일부터 11월 12일까지 전공투에 감금된 사건이 발생하였다(하야시 겐타로 감금사건). 나중에 총장으로 취임.
- 고바야시 다카시(小林隆) - 의학부장.

### 학생 측
- 야마모토 요시타카(山本義隆) - 도쿄대 전학공투회의 의장.
- 이마이 기요시(今井澄) - 도쿄대 전학공투회의 부의장, 요시다 강당 방위대장. 나중에 참의원 의원(일본공산당→민주당)
- 요네다 류스케(米田隆介) - 야스다 강당 수비 대장. 메이지 대학 학생.

## 참고 문헌
- 佐々淳行著『東大落城－安田講堂攻防七十二時間』文藝春秋[文春文庫]
- 島泰三著『安田講堂 1968-1969』中央公論新社[中公新書]

## 같이 보기
- 도쿄대 투쟁
- 야스다 강당